# Lee McRae
Lee McRae (* 23. ledna 1966 Pembroke, Severní Karolína) je bývalý americký, atlet, sprinter, halový mistr světa v běhu na 60 metrů z roku 1987.

## Sportovní kariéra
V letech 1986 a 1987 se stal halovým mistrem USA v běhu na 60 yardů. Při premiéře světového halového šampionátu v Indianopolis v roce 1987 zvítězil v běhu na 60 metrů. Ve stejné sezóně byl rovněž členem vítězné štafety USA na 4 × 100 metrů. Z roku 1987 pocházejí rovněž jeho osobní rekordy – 10,07 na 100 metrů a 6,50 na 60 metrů v hale.

## Osobní rekordy
- 60 m – 6,50 s (1987)
- 100 m – 10,07 s (1987)
- 200 m – 20,50 s (1987)